# Кандала
Кандала (також відома як Андала, Бендер-Чор, Бандар-Кор, Бендер-Кор або Таба-Теге) — стародавнє портове місто на північному сході провінції Барі в Сомалі.

## Огляд
Кандала розташована в естуарії ваді, яка утворює природну захисну гавань для суден в Аденській затоці. Вона розташована за 75 км на схід від Босасо, за 549 км на південь від Адена і за 475 км на захід від Сокотри.
Місто розташоване в автономному регіоні Пунтленд, є столицею однойменного району.
У давнину Кандала була активним торговим центром для купців з внутрішніх районів Африканського Рогу, які перевозили в порт і з нього такі товари, як пахощі, камедь і ароматичну деревину. З тієї епохи збереглося її прізвисько Gacanka Hodonka («Затока процвітання»).
Крім того, Кандала межує зі старовинним містом Ботіала. Останнє поселення має старий фортечний комплекс, з якого відкривається вид на гирло ваді, що веде вглиб країни, і який контролює його.

### Захоплення ІДІЛ у 2016 році
26 жовтня 2016 року група бойовиків, пов'язана з ІДІЛ, захопила Кандалу силами 50 озброєних бійців після короткої перестрілки з місцевими службами безпеки, зробивши її першим містом, захопленим бойовиками Ісламської держави в Сомалі. BBC News повідомило, що бойовики ІДІЛ покинули місто з незрозумілих причин. Однак інші ЗМІ спростували це повідомлення, заявивши, що воно не відповідає дійсності. 7 грудня 2016 року сомалійський чиновник заявив, що сили безпеки Пунтленду відбили порт у пов'язаних з ІДІЛ бойовиків, убивши 30 бойовиків. Ще четверо солдатів також загинули під час операції.

## Демографія
Кандала має населення близько 19 300 жителів.

## Освіта
Кандала має низку навчальних закладів. За даними Міністерства освіти Пунтленду, в районі Кандала є 15 початкових шкіл.

## Транспорт
Кандала має невеликий морський порт.
Авіаперевезення в місті обслуговує аеропорт Кандала.